# Anna Zamecka
Anna Zamecka (ur. w 1982) – polska reżyserka filmowa, autorka wielokrotnie nagradzanych filmów dokumentalnych.
Ukończyła program DOK PRO w Szkole Wajdy. Studiowała dziennikarstwo, antropologię kulturową oraz fotografię w Warszawie i Kopenhadze. Jej reżyserski debiut dokumentalny Komunia zdobył liczne nagrody na festiwalach w Bratysławie, Lipsku, Locarno (Międzynarodowy Festiwal Filmowy), Łodzi (Festiwal Mediów Człowiek w Zagrożeniu), Mińsku, Warszawie (Warszawski Festiwal Filmowy), Belgradzie, Chicago, Gdańsku, Krakowie, Monachium, São Paulo, Stambule czy Zagrzebiu. W 2017 Komunia otrzymała trzy Orły, nagrody Polskiej Akademii Filmowej (kategoria: Odkrycie roku, Najlepszy montaż i Najlepszy film dokumentalny). W Berlinie Komunia zdobyła prestiżową Europejską Nagrodę Filmową w kategorii najlepszy europejski film dokumentalny.
W 2017 roku Anna Zamecka była jurorką na Festiwalu Mediów Człowiek w Zagrożeniu w Łodzi.